# The Chesterfields
The Chesterfields est un groupe de rock indépendant britannique, originaire de Yeovil, dans le Somerset.

## Biographie
Le groupe est formé à l'été 1984 par Simon Barber (chant, basse), Dave Goldsworthy (chant, guitare) et Dominic Manns (batterie), rejoints en 1985 par Brendan Holden (guitare). Le style musical du groupe est pop et léger. 
Le groupe publie pendant les premières années sur le label The Subway Organization, publiant trois singles à succès, avant le remplacement de Holden par Rodney Allen. Leur premier album, Kettle, est publié en juillet 1987, avec une compilation des premiers singles, Westward Ho!, la même année. Allen quitte le groupe pour rejoindre The Blue Aeroplanes (en), et est temporairement remplacé par Andy Strickland de The Loft et de The Caretaker Race (en), avant d'être lui-même remplacé par le frère de Simon Barber, Mark.
Le groupe rejoint ensuite le label Household, publiant deux autres singles et un troisième album, Crocodile Tears. Manns quitte le groupe et est remplacé par le futur batteur des PJ Harvey, Rob Ellis. Après le départ de Goldsworthy, fin 1988, le groupe se sépare. Les frères Barber continuent sous le nom de The Chesterfields pour un dernier single, Fool Is the Man, en 1989. Le groupe se sépare définitivement en 1989 ; Simon Barber forme Basinger, et Mark Barber se joint à Grape. Goldsworthy chante dans plusieurs groupes tels que Furnt, Diceman et Mujer 21. Les Chesterfields reforment brièvement le groupe dans les années 1990 pour une tournée au Japon. Dave Goldsworthy (Davy Chesterfield) est tué sur la route à Oxford, le 9 novembre 2004.
En juin 2014, le groupe Design (mené par Barber) et Andy Strickland de The Loft/The Caretaker Race, joue plusieurs chansons des Chesterfields au 92 Club de Londres.
En 2016, The Chesterfields, désormais composé de Simon Barber, Andy Strickland, Helen Stickland et Rob Parry jouent au Exeter's Cavern Club et au 100 Club de Londres, et annoncent d'autres concerts à Yeovil avec The Haywains. The Chesterfields annoncent leur venue au NYC Popfest de New York, entre le 19 et 22 mai 2016.

## Discographie

### Albums studio
- 1987 : Kettle (Subway) #5[4]
- 1987 : Westward Ho! (Subway) #25[4]
- 1988 : Crocodile Tears (Household) #10[4]
- 1995 : Flood (Vinyl Japan)

### Singles et EP
- 1985 : Nose out of Joint – flexi disc
- 1986 : A Guitar in Your Bath EP (Subway) #19[4]
- 1986 : Completely and Utterly (Subway) #16[4]
- 1987 : Ask Johnny Dee (Subway) #4[4]
- 1987 : Janice Long Session EP (Night Tracks) #29[4]
- 1988 : Goodbye Goodbye (Household) #10[4]
- 1988 : Blame (Household) #11[4]
- 1989 : Fool Is a Man (Household)
- 1994 : Down by the Wishing Pool (Vinyl Japan)
- 1995 : Johnny Dee EP (Vinyl Japan)